# Ideocaira
Ideocaira is een geslacht van spinnen uit de  familie van de wielwebspinnen (Araneidae).

## Soorten
- Ideocaira transversa Simon, 1903
- Ideocaira triquetra Simon, 1903